# 島本融
島本 融（しまもと とおる、1904年（明治37年）1月31日 - 1976年（昭和51年）5月5日）は、日本の大蔵官僚、銀行家。北海道銀行初代頭取のほか、公正取引委員会委員や日本銀行政策委員会委員等の要職を歴任。また公益財団法人札幌交響楽団の前身である札幌市民交響楽団の設立に尽力するなど北海道の芸術文化の向上にも貢献した。

## 人物・来歴
京都府綴喜郡青谷村に生まれる。生家は酒造や宇治茶の販売を手掛ける素封家で、父は島本の生誕年に島本銀行を開業した。
三高を経て、京都帝国大学経済学部に入学する。在学中から将来は金融界に進もうと思い、また周囲からも島本銀行の跡取りとして期待されるも、金融恐慌の煽りを受け同行は経営破綻してしまう。そこで島本は内定していた大手銀行への就職を辞退し、大蔵省に入省。理財局を振り出しに、各税務署署長、欧州駐在を経て戦後は、日本経済の復興に向け奔走した。
1950年（昭和25年）11月、長沼弘毅大蔵事務次官から新設される北海道銀行（道銀）初代頭取の就任を打診される。島本はその申し入れを驚きはしたものの、迷うことなく快諾した。またこれに三高、京大時代からの知己である藤野重夫も同道した。
頭取就任後、島本が真っ先に取り掛かったことは人材の確保であったが、東京採用組と北海道採用組の間に軋轢が生じ東京採用組の数名が開業前に銀行を去ったほか、資本金集めにも難渋するなどしたため、道銀は想定よりも1か月遅れの1951年（昭和26年）3月開業した。営業開始後、道内各地から支店設置の要請が多数寄せられたため、同年12月までには37店を開設した他、1953年（昭和28年）までには北海道拓殖銀行（拓銀）から24店を譲り受けたこともあって、店舗ネットワークの整備は急速に進んだ。
島本は銀行経営に関しコミュニケーションを大切に合理主義に徹した。その一端として辞令や出勤簿を廃止したほか、昇進・昇格の際上司に礼を言うことや、盆暮れの贈答をやめるなど虚礼を廃止した。これら島本の提唱した「合理主義」と「積極経営」の下に道銀は1965年（昭和40年）3月には道内預金シェアは20%を超え、また1968年（昭和43年）には道内融資シェアも20%を超えるなど、高度経済成長期の半ばには地銀中位規模までに急成長を果たした。
1965年（昭和40年）、本店ビルである道銀ビルディングも竣工となったことや、店舗数も70店を超えたため、後事を藤野重夫に託し会長に退いた。
1976年（昭和51年）5月5日死去。北海道厚生年金会館で営まれた告別式には札幌交響楽団が交響曲第3番『英雄』を奏でる中、道内外から多数の人々が参列した。

### 芸術への造詣
若かりし頃から文章を綴る事を好んだ島本には雑誌に対する論文の寄稿や著書も多い。また芸術に対する造詣も深くベルリン駐在時から親交の深かった荒谷正雄が、札幌市民交響楽団（現：公益財団法人札幌交響楽団）の設立のため奔走している折には、道銀創立10周年事業の一環として、楽器購入資金として500万円の拠出を決定した上、自ら楽団の副理事長に就任し、草創期の運営に苦慮する荒谷の良き相談役を担った。また、有島武郎の小説『生れ出づる悩み』のモデルとして知られる北海道画壇の巨匠である木田金次郎を一貫して支援し続けた。

## 親族
- 長男 - 島本禮一 日本銀行調査局長、日本輸出入銀行副総裁、日本総合研究所理事長等を歴任。
- 女婿 - 富田朝彦 警察庁警備局長、内閣情報調査室長、宮内庁長官等を歴任。
- 孫 - 富田広士 慶應義塾大学名誉教授

## 略歴
- 1924年 - 三高卒業。
- 1927年 - 京都帝国大学経済学部卒業後、大蔵省入省。
  - 以降、理財局勤務、鳥取、長崎、大阪東各税務署長等を歴任。
- 1940年 - 為替局外資課長。
- 1941年 - 在ベルリン欧州駐在官。
- 1943年 - 在ベルン欧州駐在官。
- 1946年 - 経済安定本部第五部副部長。
- 1947年 - 公正取引委員会委員。
- 1951年 - 北海道銀行頭取。
- 1965年 - 同会長就任。
- 1971年 - 会長辞任。日本銀行政策委員会委員。
- 1975年 - 北海道新聞文化賞受賞[5]。
- 1976年 - 死去。

## 著書
- 『日本経済の再建』 有斐閣、1948年｡
- 『銀行生誕』 ダイヤモンド社、1956年。
- 『社員時代』 有泉社、1964年。
- 『私の銀行経営』 有泉社、1964年｡
- 『新銀行生誕』 ダイヤモンド社、1970年。

### 共著
- 共著 『独逸金融組織論』 財政金融研究会、1935年｡
- 共編著 『20年後の銀行』 金融財政事情研究会 1968年。

など

## 関連書籍
- 島本禮一、富田朝彦編 『島本融 [1] その思考 企業と人間 - 北海道銀行創設の記録』 島本初音、1977年。
- 島本禮一、富田朝彦編 『島本融 [2] その足跡』 島本初音、1977年。
- 島本禮一、富田朝彦編 『島本融 [3] その追憶』 島本初音、1977年。